# Marc Kirschner
Pour les articles homonymes, voir Kirschner.
Marc Wallace Kirschner (né le 28 février 1945) est un biologiste cellulaire et biochimiste américain et le président fondateur du département de biologie des systèmes de la Harvard Medical School. Il est connu pour ses découvertes majeures en biologie cellulaire et développementale liées à la dynamique et à la fonction du cytosquelette, à la régulation du cycle cellulaire et au processus de signalisation chez les embryons, ainsi qu'à l'évolution du plan corporel des vertébrés. Il est un chef de file dans l'application d'approches mathématiques à la biologie. Il est professeur à l'université John Franklin Enders à l'université Harvard. En 2021, il est élu à la Société américaine de philosophie.

## Jeunesse
Kirschner est né à Chicago, en Illinois, le 28 février 1945. Il est diplômé de l'université Northwestern avec un BA en chimie en 1966. Il reçoit une bourse de recherche supérieure de la Fondation nationale pour la science en 1966 et obtient un doctorat en biochimie de l'université de Californie à Berkeley en 1971.

## Carrière et recherche
Il occupe des postes postdoctoraux à l'UC Berkeley et à l'université d'Oxford en Angleterre. Il devient professeur adjoint à l'université de Princeton en 1972. En 1978, il est nommé professeur à l'université de Californie à San Francisco. En 1993, il part à la Harvard Medical School, où il est président du nouveau département de biologie cellulaire pendant une décennie. Il est le président fondateur du département HMS de biologie des systèmes en 2003. Il est nommé professeur de l'université John Franklin Enders en 2009. En 2018, il est remplacé à la tête du Département de biologie des systèmes par Galit Lahav.
Kirschner étudie comment les cellules se divisent, comment elles génèrent leur forme, comment elles contrôlent leur taille et comment les embryons se développent. Dans son laboratoire éclectique, les travaux de développement sur la grenouille coexistent avec des travaux biochimiques sur le mécanisme d'ubiquitination, l'assemblage du cytosquelette ou la transduction de signal.
À Princeton, ses premiers travaux sur les microtubules établissent leur assemblage moléculaire inhabituel à partir de protéines de tubuline et identifient la première protéine tau stabilisatrice de microtubules , qui s'avère plus tard être un composant majeur des enchevêtrements neurofibrillaires dans la maladie d'Alzheimer. Dans des études à l'UC San Francisco sur l'embryon de grenouille en tant que système modèle de développement cellulaire, Kirschner identifie le premier inducteur de la différenciation embryonnaire, le facteur de croissance des fibroblastes (FGF), une découverte précoce dans le domaine de la transduction du signal.
Le laboratoire de Kirschner est également connu avoir découvert les mécanismes de base du cycle cellulaire dans les cellules eucaryotes. Travaillant sur des extraits d'œufs de Xenopus (grenouille), Kirschner et Andrew Murray montrent que la synthèse de cycline dirige le cycle cellulaire et, plus tard, que l'ubiquitine régule les niveaux de cycline en marquant la molécule du cycle cellulaire pour la destruction. Son laboratoire découvre et purifie de nombreux composants impliqués dans la progression du cycle cellulaire, notamment le complexe promoteur d'anaphase (APC), le complexe qui ubiquitine la cycline B.
Une deuxième découverte notable est sa découverte, avec Tim Mitchison, de l'instabilité dynamique des microtubules,. Dans la mitose, par exemple, les microtubules forment le fuseau qui sépare les chromosomes. La première étape de la formation du fuseau est la nucléation des microtubules par des centres organisateurs de microtubules, qui se développent ensuite dans toutes les directions. Les microtubules qui s'attachent à un chromosome sont stabilisés et sont donc retenus pour faire partie du fuseau. En raison de l'instabilité dynamique, certains microtubules individuels qui ne sont pas stabilisés risquent de s'effondrer (ou de « catastrophe » comme l'a nommé Kirschner), permettant la réutilisation des monomères de tubuline. Cette reconnaissance de l'auto-organisation dans les systèmes biologiques a une grande influence et contribue à façonner la vision du cytoplasme en tant qu'ensemble de machines moléculaires dynamiques.
Kirschner s'intéresse également aux origines évolutives du plan corporel des vertébrés. Avec John Gerhart, il joue un rôle déterminant dans le développement du ver de gland Saccoglossus kowalevskii dans un système modèle  qui pourrait être utilisé pour étudier la divergence entre les hémichordés et les chordés, et l'évolution du système nerveux des chordés,.
Kirschner est un pionnier dans l'utilisation d'approches mathématiques pour en savoir plus sur les questions biologiques centrales. Par exemple, un modèle de la voie Wnt qu'il développe en collaboration avec Reinhart Heinrich montre que de nouvelles propriétés et contraintes émergent lorsque les étapes biochimiques individuelles sont combinées en une voie complète ,. Une conférence qu'il donne sur les mathématiques et l'avenir de la médecine lors d'une retraite pour les directeurs de département de la Harvard Medical School en 2003 inspire le doyen, Joseph B. Martin, pour fonder un nouveau département, le Département de biologie des systèmes, avec Kirschner comme président fondateur. Depuis, le laboratoire de Kirschner attire de nombreux étudiants et post-doctorants issus de formations théoriques qui souhaitent faire la transition vers la biologie. Son laboratoire est maintenant un chef de file dans l'utilisation d'outils mathématiques pour analyser les voies de signalisation, le contrôle de la taille des cellules, et la sélectivité des médicaments.
Dans deux livres co-écrits avec John Gerhart, Kirschner décrit les fondements cellulaires et développementaux de l'évolution des organismes, et le concept d'« évolutivité ». Dans le livre le plus récent, Kirschner et Gerhart proposent une nouvelle théorie de la "variation facilitée" qui vise à répondre à la question : comment de petits changements génétiques aléatoires peuvent-ils être convertis en changements utiles dans des parties complexes du corps ?
Kirschner est un défenseur du financement fédéral de la recherche biomédicale et est le premier président du Comité directeur conjoint pour la politique publique, une coalition de sociétés scientifiques qu'il aide à créer en 1993 pour éduquer le Congrès américain sur la recherche biomédicale et faire pression pour son financement public. En 2014, Kirschner (avec Bruce Alberts, Shirley Tilghman et Harold Varmus) appelle à un certain nombre de changements dans le système de la science biomédicale américaine, avec l'intention de réduire "l'hyperconcurrence". Cette publication conduit à la formation d'une organisation, Rescuing Biomedical Research, qui vise à recueillir les commentaires de la communauté et à proposer des changements à la structure de la science universitaire aux États-Unis.
Kirschner contribue au lancement de la revue mensuelle à comité de lecture PLOS Biology en octobre 2003 en tant que membre du comité de rédaction et auteur principal d'un article dans le numéro inaugural. La revue est la première entreprise d'édition de la Public Library of Science (PLoS) basée à San Francisco, qui a commencé trois ans auparavant en tant qu'organisation de base de scientifiques prônant un accès libre et sans restriction à la littérature scientifique.

### Livres
- avec John Gerhart, Cells, Embryos, and Evolution: Toward a Cellular and Developmental Understanding of Phenotypic Variation and Evolutionary Adaptability ( Blackwell's, 1997) (ISBN 0-86542-574-4)
- avec John Gerhart, La Plausibilité de la vie : Résoudre le dilemme de Darwin ( Yale University Press 2005) (ISBN 0-300-10865-6)

## Prix et associations
Depuis 1989, il est membre de l'Académie nationale des sciences et de l'Académie américaine des arts et des sciences. En 1990-1991, il est président de la Société américaine de biologie cellulaire et reçoit en 1991 le prix Richard-Lounsbery. Depuis 1999, il est membre étranger de la Royal Society et membre étranger de l'Academia Europaea. En 2001, il reçoit le prix William C. Rose, Société américaine de biochimie et de biologie moléculaire et le prix Gairdner (Canada). En 2004, il reçoit le prix Dickson pour la science, Université Carnegie Mellon et en 2015, le prix Harvey, Institut Technion, Israël.